# Pocatello
Ne doit pas être confondu avec Pocatello (chef shoshone).
La ville de Pocatello (en anglais [ˌpoʊkəˈtɛloʊ]) est le siège du comté de Bannock, dans l’État de l’Idaho, aux États-Unis. À noter qu’une portion de la ville est incluse dans le comté de Power. Sa population s’élevait à 54 255 habitants lors du recensement de 2010, estimée à 54 700 habitants en 2016.

## Toponymie
Le nom de la ville est un hommage au chef shoshone Pocatello (1815–1884).

## Géographie
La ville se situe à une altitude d'environ 1 800 m, dans les montagnes Rocheuses, dans le sud-ouest de l’État. Pocatello est entourée par la réserve amérindienne de Fort Hall.

## Enseignement
Pocatello abrite l’université d'État de l'Idaho (13 000 étudiants).

## Transports
La première voie de chemin de fer a été ouverte en 1879.
La ville est desservie par le Pocatello Regional Airport (IATA : PIH, ICAO : KPIH).

## Personnalités liées à la ville
- Le boxeur Ed Sanders, champion olympique des poids lourds en 1952, a vécu dans la ville.
- L'athlète américaine (saut à la perche) Stacy Dragila s'est entraînée de nombreuses années à Pocatello, y établissant plusieurs records du monde.
- Brian Draper et Torey Adamcik (né 1990)[1], deux lycéens américains qui sont les auteurs du meurtre de Cassie Jo Stoddart survenu le 22 septembre 2006, alors qu'elle gardait la maison de son oncle et de sa tante[2].

## Jumelages
- Iwamizawa (Japon)
- Kwaremenguel (Burkina Faso)

## Source
- (en) Cet article est partiellement ou en totalité issu de l’article de Wikipédia en anglais intitulé « Pocatello, Idaho » (voir la liste des auteurs).

1. ↑  « À propos de Torey Adamcik » [/triedasadults.org/torey.html archive du 3 octobre 2016] (consulté le 27 juillet 2011)
2. ↑  « Brian Draper (17 ans) et Torey Adamcik (17 ans) ont poignardé à mort Cassie Jo Stoddart (16 ans) » (consulté le 27 juillet 2011)